# 丹霞山摩崖石刻
25°01′30″N 113°44′07″E / 25.02500°N 113.73528°E
丹霞山摩崖石刻位于中国广东省韶关市仁化县丹霞山长老峰，1989年被列为仁化县文物保护单位，2008年被列为广东省文物保护单位，2013年被列为第七批全国重点文物保护单位。
丹霞山摩崖石刻的年代上起北宋，下迄民国，其中宋刻8处，元刻9处，主要集中分布在锦石岩寺和别传寺老山门前，以及梦觉关、通天峡、洪岩、半寨、海螺峰、宝珠峰等区域。

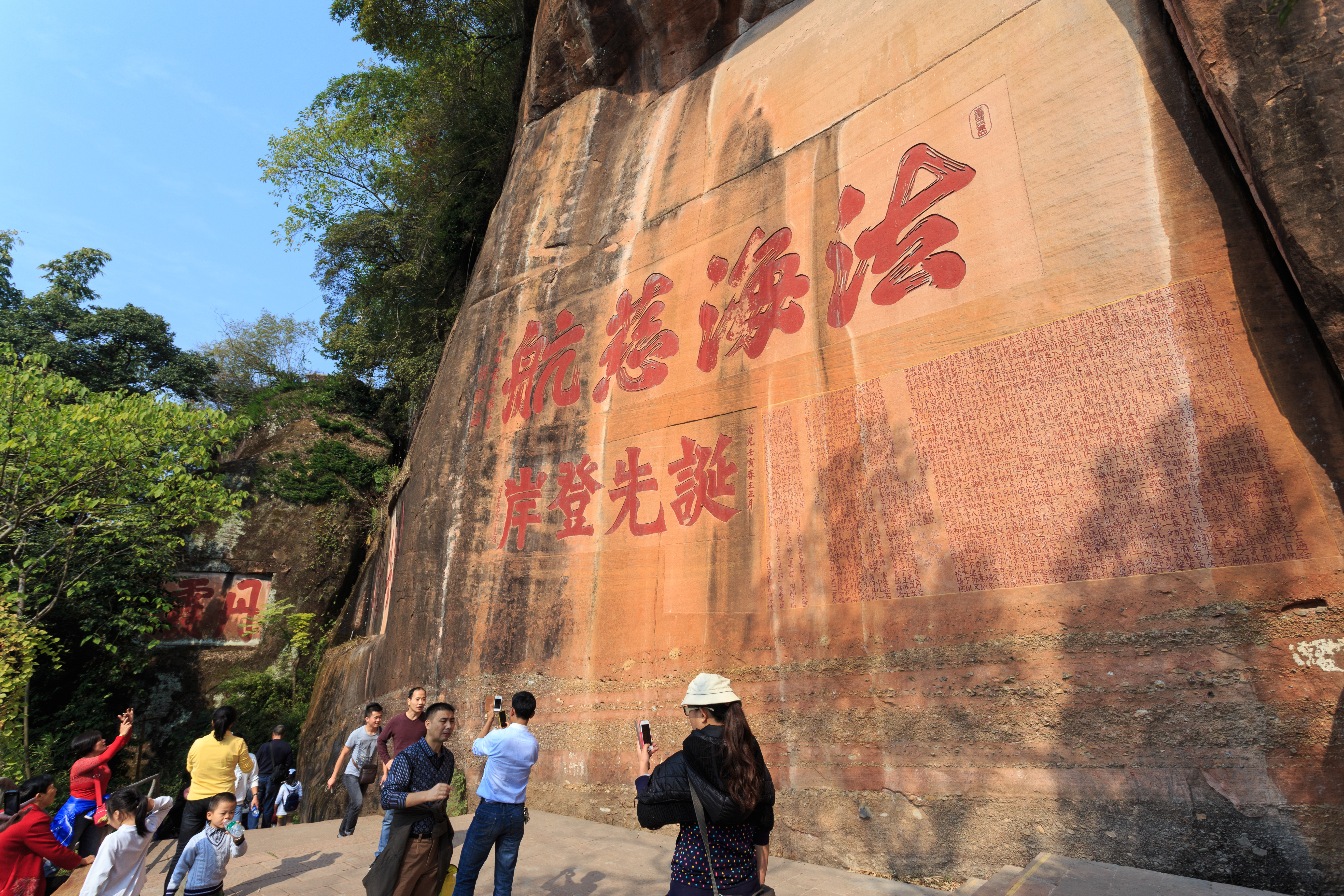
别传寺摩崖石刻群